# Convenzione di Budapest
La Convenzione di Budapest (Budapester Vertrag) fu un accordo segreto tra l'Austria-Ungheria e la Russia nel 1877 per concordare le politiche e la divisione dei poteri nell'Europa sudorientale in caso di guerra tra la Russia e l'Impero ottomano. La cosiddetta questione d'oriente (Orientalische Frage), la suddivisione del declinante Impero ottomano nei Balcani (Europa sudorientale), era una priorità delle grandi potenze europee nel XIX secolo. Anche per la Russia era necessario ottenere le garanzie di una neutralità austro-ungarica.
L'accordo fu stipulato tra l'imperatore Francesco Giuseppe e lo zar russo Alessandro II inizialmente durante la Conferenza di Costantinopoli (1876-1877) e successivamente fu finalizzato a Budapest il 15 gennaio 1877.

## Accordi segreti
I punti principali della Convenzione di Budapest erano:
- In caso di attacco russo alla Turchia, l'Austria sarebbe rimasta benevolmente neutrale
- L'Austria avrebbe potuto, in un momento a sua scelta, occupare la Bosnia ed Erzegovina (ma non il Sangiaccato di Novi Pazar)
- Serbia, Montenegro e Novi Pazar sarebbero state trattate dalle due potenze come una "zona neutrale"

Nel caso di una completa disintegrazione dell'Impero ottomano:
- Austria e Russia avrebbero lavorato per garantire la creazione di un certo numero di piccoli stati sovrani nella penisola balcanica, ma non di un blocco di potere slavo chiuso che avrebbe potuto compromettere l'"equilibrio europeo" (Europäische Gleichgewicht)
- Costantinopoli e l'area circostante sarebbe diventata una "città libera" (Freie Stadt)
- La Russia avrebbe ricevuto la Bessarabia
- Sarebbe stata concessa l'indipendenza a Bulgaria, Albania e Rumelia
- La Grecia avrebbe ottenuto Creta, Tessaglia e parti dell'Epiro

## Finalità
L'accordo di rendere Costantinopoli una città Libera non era nella convenzione propriamente detta, ma in un accordo supplementare ancora più segreto. Questi documenti fanno luce sugli obiettivi dello zar russo. Come il suo predecessore Nicola I, Alessandro II vide l'opportunità di realizzare finalmente il progetto greco. Questo era un piano originariamente proposto tra Caterina la Grande e Giuseppe II per spartire l'Impero ottomano e restaurare l'Impero bizantino greco. Il potere della Turchia sarebbe stato finalmente interrotto e i Balcani sarebbero diventati la sfera di influenza degli imperi dell'aquila bicipite di Austria e Russia (entrambi gli Stati adottarono l'emblema a due punte del Impero bizantino il simbolo dell'ultima dinastia bizantina, i Paleologi).
Per l'Austria era importante che la Russia non tentasse di creare un grande stato slavo (großen, kompakten, slawischen Staat) nei Balcani che avrebbe creato problemi con le nazioni slave all'interno della monarchia. Anche in una convenzione firmata con la Gran Bretagna il 18 marzo 1877, si pose l'accento sul fatto che la Russia non creasse un grande stato nei Balcani.
La Convenzione di Budapest fu una dei numerosi accordi segreti con cui la Russia cercò di assicurarsi il sostegno o almeno la neutralità dell'Austria. Oltre all'Accordo di Reichstadt del 1876 venne presentata una convenzione supplementare a questo trattato nel marzo 1877.

## Conseguenze
Dopo le atrocità commesse dai turchi nella rivolta bulgara di aprile, la Russia dichiarò guerra all'Impero ottomano nell'aprile 1877. La Russia ottenne un successo significativo in un tempo abbastanza breve, culminato nel Trattato di Santo Stefano, che diede la piena indipendenza a Romania, Serbia e Montenegro.
Tuttavia, l'evento principale fu creazione di un grande stato bulgaro che si estendeva dal Mar Egeo a sud fino al lago di Ohrid a ovest. Questo sviluppo venne accolto con sgomento in Austria e Gran Bretagna. La dimensione del nuovo principato fu interpretata come una violazione della convenzione di Budapest.
Le azioni della Russia innescarono una grave crisi diplomatica tra le maggiori potenze europee. Scoppiarono disordini nei Balcani e la popolazione musulmana protestò contro le annessioni. Per evitare un'altra guerra, fu convocato il Congresso di Berlino. Nessuna delle parti rispettò gli accordi che avevano stipulato nella convenzione. Ciò fu quanto meno facilitato dal fatto che l'accordo era noto solo alla Russia e all'Austria-Ungheria.